# Vanellus crassirostris
Vanellus crassirostris là một loài chim trong họ Charadriidae.

## Gallery

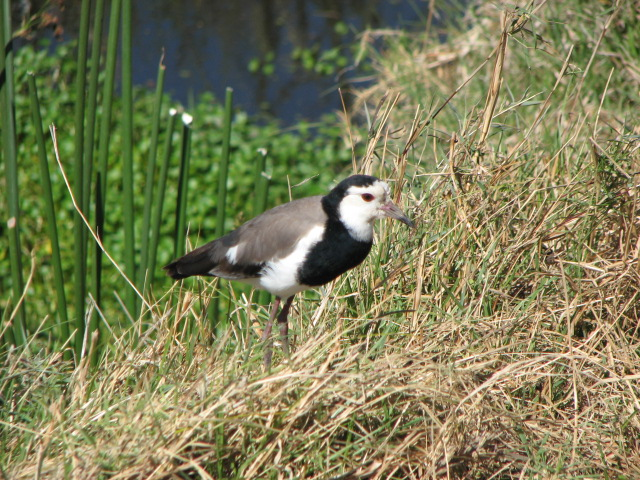
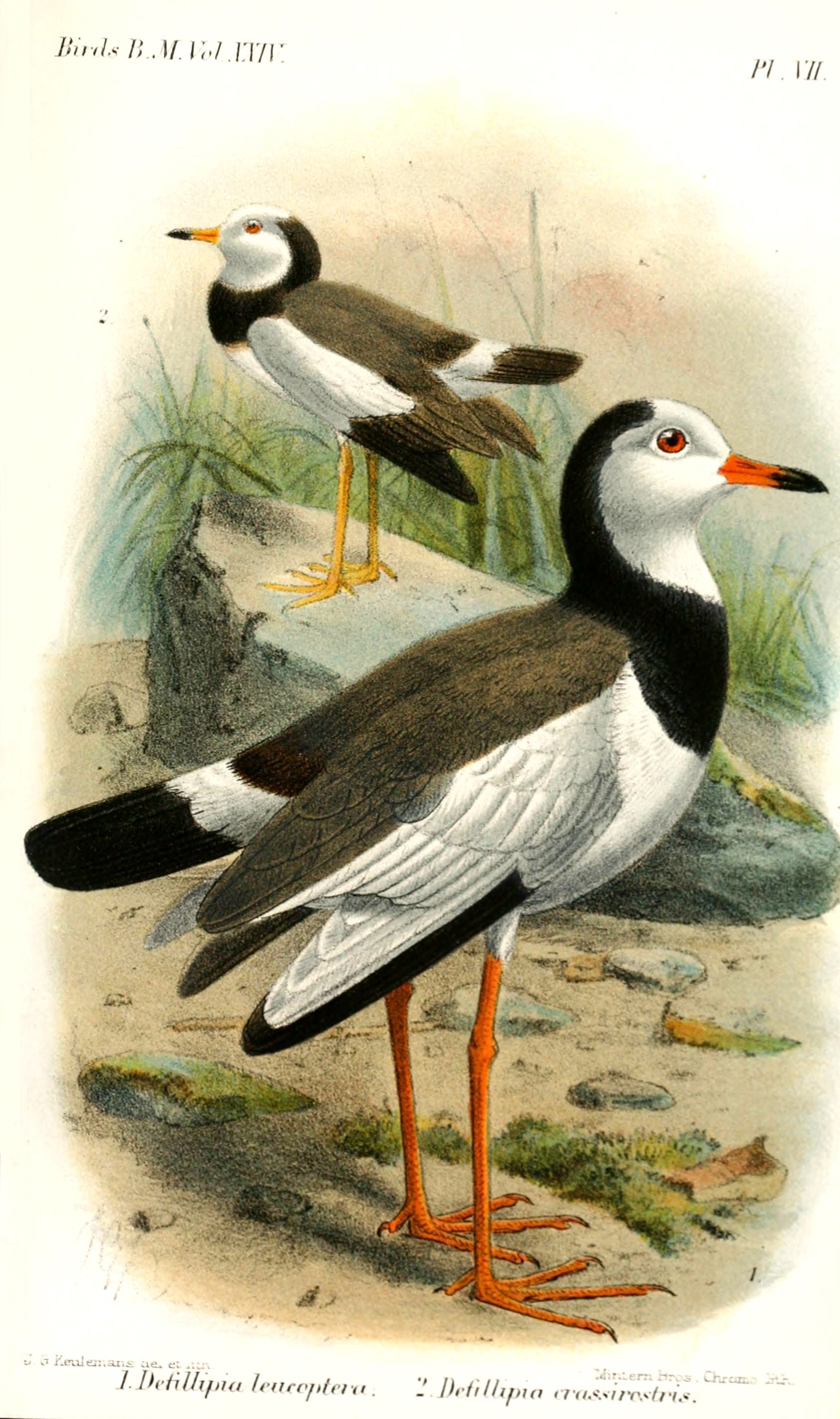